# Nacra 17

Катамаран Nacra 17. Вигляд спереду, збоку, згори

Nacra 17 («На́кра сімнадцять») — швидкісний катамаран, що використовуєьться для вітрильних перегонів. Розроблений фірмою Morrelli & Melvin & Nacra Sailing у 2011 році, пішов у виробництво наступного року.
Назву судну дала Північноамериканська Катамаранна Перегонова Асоціація (North American Catamaran Racing Association) — скорочено NACRA.

## Особливості
«Накра 17» на 0,9 м коротша, ніж її олімпійський попередник «Торнадо», і дещо вужча за нього. Корпуси монотипні, з вигнутими швертами, що працюють як підводні крила, припідіймаючи катамаран над водою.
Особливістю класу стала перша в історії вітрильного спорту змішана команда: екіпаж складається з чоловіка та жінки, які самі вирішують, кому бути стерновим, а кому правити вітрилами на шкотах.

## Технічні характеристики
- Екіпаж: 2 особи
- Довжина корпусів: 5,25 м
- Ширина корпусів по бімсу: 2,59 м
- Вага корпусу: 141 кг
- Водотоннажність: 132 кг
- Висота щогли: 9,1 м
- Площа вітрил:
  - Грот: 14.65 м²
  - Фок/Генуя: 4 м²
  - Спінакер: 19,5 м²

## Олімпійські ігри
У травні 2012 ISAF обрала Nacra 17 як багатокорпусне судно для вітрильної регати на Олімпійських іграх 2016 в Ріо-де-Жанейро і на Олімпійських іграх 2020 в Токіо. Раніше багатокорпусними яхтами олімпійського класу були катамарани типу «Торнадо», але перед Олімпійськими іграми 2012 у Лондоні цей клас було виведено з програми.